# Сљеме
Сљеме је врх хрватске планине Медведнице која се налази код Загреба. Налази се на 1.035 метара надморске висине. До врха воде многобројне пешачке стазе и жичара. На Сљемену се налази и скијашка стаза која је једна од локација за трке светског скијашког купа. На самом врху налази се ТВ торањ Одашиљача и веза висок 169 метара који је изграђен 1973. године.